# Ierland op het Eurovisiesongfestival 2024

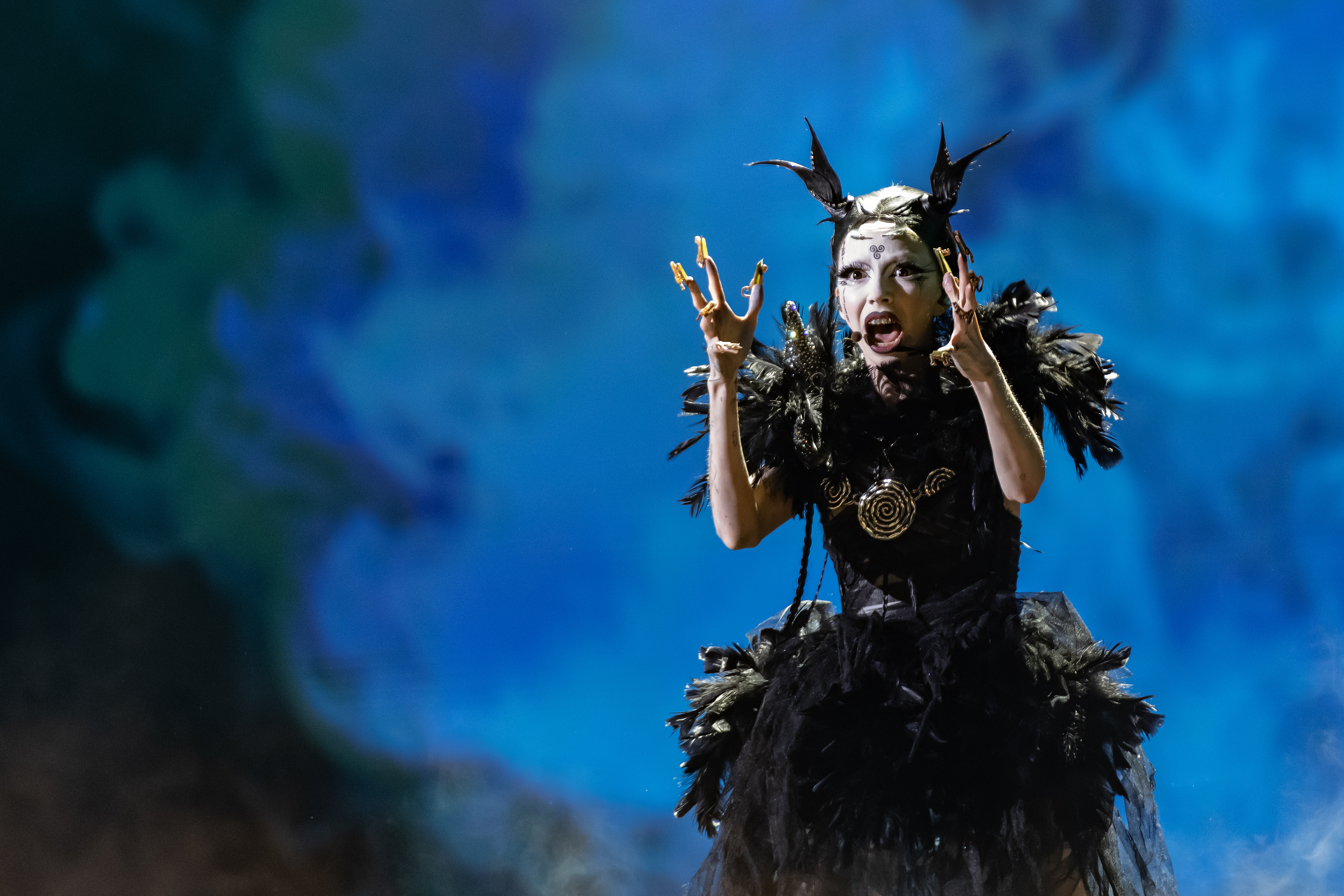
Bambie Thug tijdens de repetities van de eerste halve finale in Malmö.

Ierland nam deel aan het Eurovisiesongfestival 2024 in Malmö, Zweden. Het was de 57ste deelname van het land op het Eurovisiesongfestival. RTE was verantwoordelijk voor de Ierse bijdrage voor de editie van 2024.

## Selectieprocedure
Net als afgelopen jaren werd de voorronde voor de Ierse inzending in een speciale uitzending van de talkshow The Late Late Show afgewerkt. Zes kandidaten namen deel. Een internationale en een Ierse vakjury bepaalden twee derde van de uitslag. De Ierse kijkers hadden het overige derde in de pap te brokkelen. In het jurypanel zetelde onder meer Sonia, die in 1993 achter de Ierse Niamh Kavanagh tweede eindigde op het Songfestival met het lied Better the Devil You Know. Het panel had echter geen stemrecht. Met 8 punten voorsprong won Bambie Thug de nationale finale met de inzending ‘Doomsday Blue’, door de 12 punten van de nationale jury en de televoters in de wacht te slepen. De internationale jury gaf de voorkeur aan de boyband Next in Line. De afgelopen negen edities werd slechts één keer de finale gehaald.

## Eurosong 2024
| Plaats | Artiest          | Lied               | Ierse jury | Internationale jury | Publiek | Totaal |
| ------ | ---------------- | ------------------ | ---------- | ------------------- | ------- | ------ |
| 1      | Bambie Thug      | Doomsday Blue      | 12         | 8                   | 12      | 32     |
| 2      | Next in Line     | Love like us       | 2          | 12                  | 10      | 24     |
| 3      | Ailsha           | Go Tobann          | 10         | 6                   | 8       | 24     |
| 4      | Erica-Cody       | Love Me like I Do  | 6          | 10                  | 6       | 22     |
| 5      | JyellowL         | Judas              | 4          | 8                   | 4       | 16     |
| 6      | Isabella Kearney | let me be the Fire | 2          | 4                   | 2       | 8      |

## In Malmö
Ierland treedt aan in de eerste halve finale op dinsdag 7 mei 2024. Bambie Thug trad aan als vierde act, en kwalificeerde zich voor de finale op 11 mei 2024. In de finale trad Bambie Thug aan als 10de act, na Estland en voor Letland. Zowel bij de jury's als bij de kijkers scoorde de artiest een 6de plaats. Het land behaalde dan ook met 278 punten een 6de plaats. Het beste resultaat voor Ierland in 24 jaar.
1965 · 1966 · 1967 · 1968 · 1969 · 1970 · 1971 · 1972 · 1973 · 1974 · 1975 · 1976 · 1977 · 1978 · 1979 · 1980 · 1981 · 1982 · 1983 · 1984 · 1985 · 1986 · 1987 · 1988 · 1989 · 1990 · 1991 · 1992 · 1993 · 1994 · 1995 · 1996 · 1997 · 1998 · 1999 · 2000 · 2001 · 2002 · 2003 · 2004 · 2005 · 2006 · 2007 · 2008 · 2009 · 2010 · 2011 · 2012 · 2013 · 2014 · 2015 · 2016 · 2017 · 2018 · 2019 · 2020 · 2021 · 2022 · 2023 · 2024 · 2025
Albanië · Armenië · Australië · Azerbeidzjan · België · Cyprus · Denemarken · Duitsland · Estland · Finland · Frankrijk · Georgië · Griekenland · Ierland · IJsland · Israël · Italië · Kroatië · Letland · Litouwen · Luxemburg · Malta · Moldavië · Nederland · Noorwegen · Oekraïne · Oostenrijk · Polen · Portugal · San Marino · Servië · Slovenië · Spanje · Tsjechië · Verenigd Koninkrijk · Zweden · Zwitserland